# Offus
Offus is een dorp in de Belgische provincie Waals-Brabant. Samen met het dorpscentrum van Ramillies vormt het Ramillies-Offus, een deelgemeente van de gemeente Ramillies. Offus ligt in het noorden van de deelgemeente, anderhalve kilometer ten noorden van het dorpscentrum van Ramillies. In het oosten van Offus ligt aan de Kleine Gete, op de grens met Autre-Église en Folx-les-Caves, het gehuchtje Fodia.

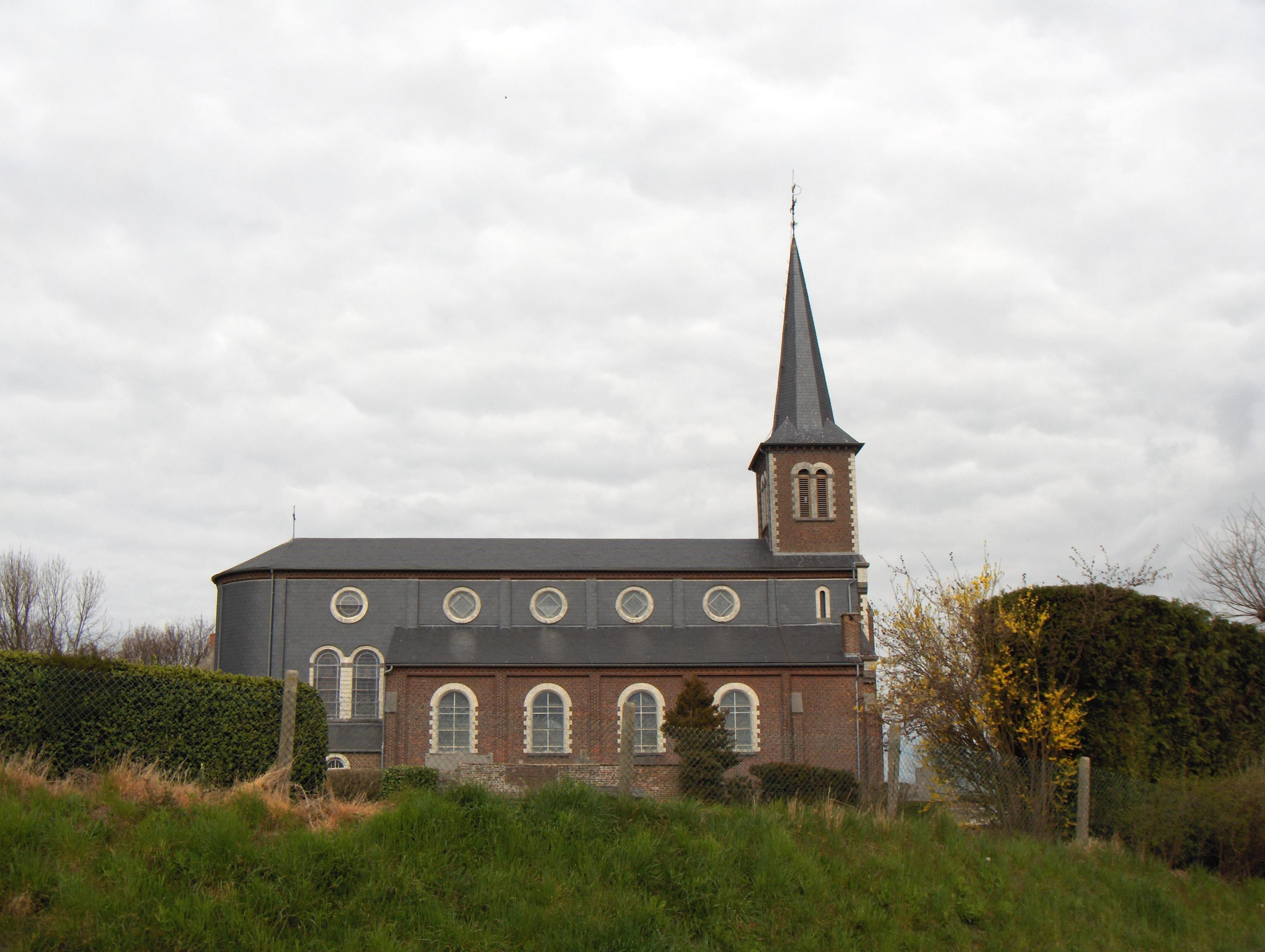
Offus en de Église Saint-Feuillen

## Geschiedenis
Op de Ferrariskaart uit de jaren 1770 is het dorp aangeduid als Offuz.
Op het eind van het ancien régime werd Offus een gemeente, maar deze werd al in 1812 opgeheven en samengevoegd met de gemeente Ramillies tot Ramillies-Offus.

## Bezienswaardigheden
- De Sint-Foillankerk (Église Saint-Feuillen) is een kerkgebouw van 1867 in eclectische stijl.

## Natuur en landschap
De hoogte aan de kerk bedraagt 140 meter.

## Nabijgelegen kernen
Ramillies, Geest-Gérompont, Bomal, Autre-Église
Deelgemeenten: Autre-Église · Bomal · Geest-Gérompont-Petit-Rosière · Grand-Rosière-Hottomont · Huppaye · Mont-Saint-André · Ramillies-Offus

Overige dorpen en gehuchten: Geest-Gérompont · Gérompont · Grand-Rosière · Hédenge · Hottomont · Molembais-Saint-Pierre · Offus · Petit-Rosière

Belgische gemeenten · Arrondissement Nijvel · Waals-Brabant · Wallonië